# Matheus Rodrigues Rocha
Matheus Rodrigues Rocha (Passo Fundo, 15 de agosto de 1997), mais conhecido como Blade, é um jogador brasileiro de rúgbi formado pelo Planalto Rugby Clube. Atualmente defende o Jacareí Rugby e também é frequentemente convocado para a Seleção Brasileira de rugby union. 

## Carreira

### Planalto Rugby Clube
Nascido em Passo Fundo, interior do Rio Grande do Sul, Matheus Rocha teve seu primeiro contato com o rúgbi aos 15 anos. Um amigo de infância comentou sobre o esporte e o convidou para participar de treinos da equipe Planalto Rugby Clube. Amante do futebol, Blade não se interessou em procurar saber mais sobre o rúgbi. Entretanto, após seu irmão aceitar o convite desse mesmo amigo para ir treinar, resolveu dar uma chance ao novo esporte. Foi paixão à primeira vista.
Pelo porte físico e altura, o jogador não demorou a se destacar no clube e ser convocado para a Seleção Gaúcha de Rugby. Em um período de competições no estado de São Paulo, o atleta chamou a atenção de olheiros da CBRu e foi convidado a fazer teste para integrar as categorias de base da Seleção Brasileira de Rugby. Com a mudança para o estado paulista, o jogador viu a necessidade de se despedir do clube que o formou e procurar uma equipe paulista para conseguir realizar as atividades na Seleção e também praticar rúgbi por alguma equipe bandeirante. Durante o torneio Sul-Americano Juvenil, o atleta foi convencido por Matheus Cruz de que o Jacarei Rugby seria o melhor local para continuar desenvolvendo suas habilidades no rúgbi. Interessado por este clube, Matheus buscou mais informações e tomou a decisão de integrar o elenco jacareiense em meados de 2015.

### Jacarei Rugby
Ao chegar ao 2015, Matheus Rocha fez inicialmente parte das equipes de base do clube jacareiense. Porém, logo se firmou como um dos principais jogadores da equipe principal do clube paulista e esteve junto do clube em uma de suas principais conquistas: o título de Campeão Brasileiro em 2017. A conquista elevou o clube e o jogador para outro patamar fazendo com que atletas, incluindo Blade, mudassem seus status de promessas para realidade no rúgbi brasileiro. Ainda com o clube paulista, Blade foi vice-campeão paulista em 2017 e conseguiu realizar campanhas importantes com a equipe do Vale do Paraiba durante os torneio seguintes.

## Seleção Brasileira
Matheus Rocha é um atleta frequentemente convocado para jogos da Seleção Brasileira. Até o presente momento o atleta tem nove jogos pelo Brasil Rugby. O mais importante deles, sem dúvidas, foi a atuação na histórica partida entre Brasil e Maori All Blacks, em 10 de novembro de 2018, com o Morumbi recebendo um público de 34.451 pessoas.

## Títulos
Jacareí Rugby
- Taça Tupi: 2016[3]
- Campeonato Brasileiro: 2017[5]

### Prêmios Individuais
- Prefeitura de Jacarei - Atleta Destaque Rugby: 2018[6]